# Resolució 2278 del Consell de Seguretat de les Nacions Unides
La Resolució 2278 del Consell de Seguretat de les Nacions Unides fou adoptada per unanimitat el 31 de març de 2016. El Consell va estendre les mesures contra l'exportació il·legal de petroli de Líbia i el mandat del grup d'experts que supervisava les sancions per un any fins al 31 de juliol de 2017.

## Contingut
S'havia ordenat l'embargament d'armes, prohibició de viatjar, sancions financeres i mesures contra les exportacions il·legals de petroli contra Líbia. L'exportació il·legal de petroli, però, minava el proper govern d'unitat nacional. El control de totes les instal·lacions de petroli, el banc nacional i la societat nacional d'inversió havien d'estar en mans de les autoritats. Es va cridar als altres països a no tenir contactes amb institucions que afirmaven ser legítimes, però que no formaven part de l'acord polític a Líbia.
Les mesures per a la inspecció dels vaixells al mar i que podrien acabar en una llista negra es van ampliar fins al 31 de juliol de 2017. El Consell també va permetre al govern d'unitat nacional demanar una excepció a l'embargament d'armes per al seu propi exèrcit, per lluitar contra Estat Islàmic i Al Qaeda, i va demanar que les armes estiguessin ben gestionades.